# 密約
密約（みつやく）とは、ひそかに契約や条約などを結ぶこと。あるいはその契約や条約。

## 外交における密約とは
帝国主義の時代にはしばしば秘密協定が存在しており、ある協定には公表部分と秘密部分があり、しばしば秘密部分のほうが重要であった。それらは国民には知らされていない合意あるいは了解で、公表されている合意や了解と異なる重要な内容を持つものである（狭義の密約）。例えば、締結国以外の第三国領域の分割・併合などの密約の場合、対象国の合意や了解および同意が無いことに留意する必要がある（大西洋憲章と連合国共同宣言および侵略の項目も参照）。この場合、当然合意内容を記した文書が存在する。一方で文書は存在しないものの暗黙のうちに存在する合意や了解もある（広義の密約）。

## 密約の一覧
- ドーヴァーの密約
- クラインシュネレンドルフの密約
- プロンビエールの密約
- ビアリッツの密約
- 薩長同盟
- 薩土盟約
- 露朝密約事件
- 露清密約
- ロンドン条約 (1915年)
- サイクス・ピコ協定
- 独ソ不可侵条約秘密議定書
- ドイツ・ソビエト境界友好条約秘密議定書
- 極東密約（ヤルタ協定）
- 西山事件
- 在日米軍裁判権放棄密約事件
- 日米核持ち込み問題